# Eduardo José Castillo Pino
Eduardo José Castillo Pino (Guaiaquil, 21 de março de 1970) é um clérigo católico romano equatoriano, arcebispo de Portoviejo desde 2019.

## Biografia
Eduardo José Castillo Pino concluiu o ensino primário e secundário no Colégio Javier, dirigido pelos padres jesuítas. Entre 1990 e 1994 completou os estudos eclesiásticos no Pontifício Colégio Internacional Sedes Sapientiae, em Roma. Estudou filosofia e teologia na Pontifícia Universidade da Santa Cruz (1996 – 2000), onde obteve o Doutorado em Teologia Dogmática. Foi ordenado sacerdote em 20 de novembro de 1994 e incardinado na Arquidiocese de Guayaquil.
Exerceu os seguintes ministérios: Secretário do Arcebispo de Guayaquil, Juan Larrea Holguín (1994 – 1996); Vigário da Paróquia El Sagrario de Guayaquil (1994 – 1996); professor e diretor de estudos no Seminário Maior de Guayaquil (2000 – 2008); tutor do Programa de Formação Permanente de Jovens Sacerdotes do ITePE da Conferência Episcopal do Equador (2007); Professor da Escola de Teologia para Leigos de Guayaquil (2001 – 2008). A partir de outubro de 2008, Vigário Episcopal e Pároco de Santa Elena.
Antes do episcopado, também colaborou com a Conferência Episcopal Equatoriana e autor de numerosas publicações de caráter histórico, teológico, espiritual e catequético.
Em 14 de março de 2012, foi nomeado bispo auxiliar de Portoviejo com a sé titular de Tarasa in Byzacena. Foi ordenado bispo em 1º de junho de 2012 por Dom Lorenzo Voltolini, arcebispo de Portoviejo, na Catedral de Portoviejo; os co-consagradores foram Dom Giacomo Guido Ottonello, Núncio Apostólico no Equador, e Dom Antonio Arregui Yarza, Arcebispo de Guayaquil. Adotou como lema episcopal Plantata Iuxta Rivos (Plantada ao longo dos rios).
Como bispo auxiliar ocupou os cargos de vigário geral – especialmente para a zona Norte-Manabí –, presidente da Comissão de Ministérios e Vida Consagrada, presidente da Subcomissão para a Doutrina da Fé e diretor do Centro de Ética e Pensamento Social da Igreja Católica (CEPSIC). Além disso, também atuou como professor de filosofia e teologia no Seminário Maior de Portoviejo.
Em 14 de setembro de 2018, foi nomeado administrador apostólico da arquidiocese vaga. Foi elevado a arcebispo metropolitano pelo Papa Francisco em 2 de outubro de 2019. Foi instalado na sé em 30 de novembro.
Em 29 de junho de 2020, na Solenidade de São Pedro e S. Paulo, no Vaticano, o papa abençoou o pálio arquiepiscopal, o qual recebeu em 15 de agosto daquele ano, pela imposição de Andrés Carrascosa Coso, núncio apostólico no Equador.

Como arcebispo, ocupa os cargos de presidente do Centro de Formação em Doutrina Social da Igreja (CEPES), bem como, desde 2020, presidente da Comissão do Magistério da Igreja na Conferência Episcopal Equatoriana. Além disso, segundo o comunicado da CEE, é o bispo de ligação para a Fraternidade entre a arquidiocese de Munique-Frisingen e a Igreja no Equador.